# امیر اصلان‌بیگ افشار
امیر اصلان‌بیگ افشار از امرای قزلباش طایفه افشار بود. وی در درگیری‌های جانشینی شاه طهماسب یکم که مابین حیدر میرزا و اسماعیل میرزا (شاه اسماعیل دوم) در سال ۱۵۷۶ روی داد، از هواداران سرسخت اسماعیل‌میرزا بود. وی للگی احمدمیرزا (نهمین پسر شاه تهماسب یکم) را نیز بر عهده داشت.